# Westboro Baptist Church

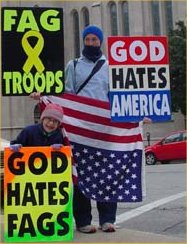
WBC-Mitglied Jael Phelps (rechts) vor der Boston Avenue United Methodist Church in Tulsa

Die Westboro Baptist Church ist eine 1955 ins Leben gerufene, keiner der klassischen christlichen Konfessionen angeschlossene Gemeinde mit Sitz in Topeka und wird als Hass-Gruppe (hate group) angesehen.

## Profil
Diese Vereinigung ist keiner baptistischen Denomination angeschlossen. Sie bezeichnet sich als „primitiv-baptistisch“ (primitiv bedeutet in diesem Zusammenhang „ursprünglich“) und calvinistisch, wird aber von der Gemeinschaft der Primitiven Baptisten abgelehnt.
Die zwischen 40 und 80 Personen – die meisten miteinander verwandt oder verschwägert – zählende Gemeinde scharte sich um den radikalen Prediger Fred Phelps, der die Meinung vertrat, der Tod von Soldaten ebenso wie Krankheiten, Erdbeben, Wirbelstürme und die Terroranschläge am 11. September 2001 seien Gottes Strafen für die gesellschaftliche und politische Duldung von Homosexualität. Auf typischen, grellen Demonstrationstafeln präsentiert die Gruppe Slogans wie „AIDS cures fags“ (AIDS heilt Schwuchteln), „2 Gay Rights: AIDS and Hell“ (Zwei Schwulenrechte: AIDS und Hölle) und (mit Verweis auf Bibelstellen wie Lev 20,13  Röm 1,32 ) „Death Penalty 4 Fags!“ (Todesstrafe für Schwuchteln!), so bei der Welt-AIDS-Konferenz Ende Juli 2012; in ähnlich gehaltenen Parolen werden auch Katholiken, Mormonen, Juden, Muslime, weitere Religionsgruppen, Atheisten, „Sünder“ im Allgemeinen und die USA diffamiert.

## Glaubensansichten

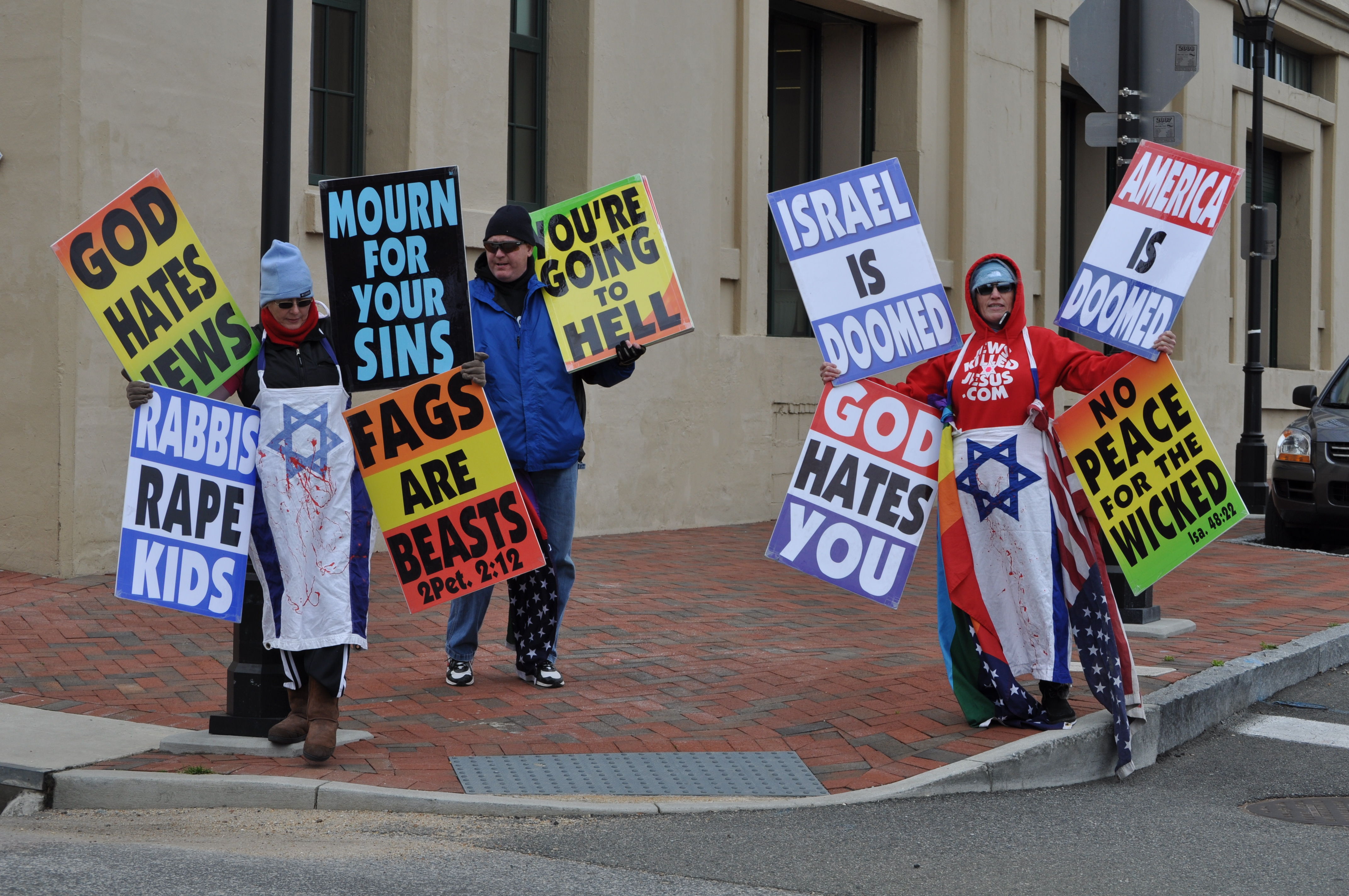
Demonstration vor dem Virginia Holocaust Museum

Die Anhänger der Westboro Baptist Church glauben, dass  Gott seine rechtgläubigen Anhänger (für die sie sich halten)  liebe, verlorenen Sündern und Leugnern gegenüber jedoch ein rächender Gott sei, welcher keine Gelegenheit auslasse, Menschen, die nicht an ihn glauben bzw. sein Wort verändern würden, zu bestrafen. Ihre Grundaussagen sind:
- Gott ist Urheber der wahren Moral, die in der Bibel wortwörtlich und unabänderlich niedergeschrieben ist.
- Die sogenannten fünf Punkte des Calvinismus gelten unterschiedslos.
- Insbesondere Homosexualität ist sündhaft und todeswürdig.
- Duldung von Homosexualität ist sündhaft.
- Entsprechend ist auch der Homosexualität duldende US-amerikanische Staat sündhaft, einschließlich seiner Bediensteten, wozu auch und gerade Armeeangehörige gezählt werden.
- Der Respekt vor Flaggen und Symbolen eines von Gott gehassten Landes ist sündhaft.
- Judenfeindlichkeit ist dadurch gerechtfertigt, dass die Juden für den Tod Jesu Christi und weitere Verbrechen verantwortlich sind.

Grundlage für die Aussage, Gott hasse fast alle Menschen außer den Mitgliedern ihrer Kirche, ist nach ihrer Meinung der Vers aus Joh 3,16 : „Denn Gott hat die Welt so sehr geliebt, dass er seinen einzigen Sohn hingab, damit jeder, der an ihn glaubt, nicht zugrunde geht, sondern das ewige Leben hat“.
Nach ihrer Interpretation der Passage liebt Gott nur einige wenige Auserwählte, denen er die Chance gibt zu glauben und ewiges Leben zu bekommen. Allen anderen Menschen sei der Zugang zum ewigen Leben verwehrt.

## Glaubensverkündung
Die Anhänger der Westboro Baptist Church unternehmen zwar keine Versuche, Menschen zum Eintritt in ihre Kirche zu bewegen. Sie sehen aber eine zentrale Aufgabe und einen Ausdruck der Liebe darin, die Öffentlichkeit auf deren aus ihrer Sicht sündhaftes Verhalten aufmerksam zu machen. Gottes Hass lasse sie eines Tages zur Hölle fahren, da sie ihn nicht gefürchtet und nicht nach den Maßstäben der WBC gelebt hätten.
Diese Verkündung bewerkstelligen sie durch Demonstrationen an Orten und Ereignissen, die sie als Manifestationen der Sünde begreifen, z. B. Gotteshäuser anderer Konfessionen und Religionen. Landesweite Medienbekanntheit und einhellige Empörung erreichten sie durch Demonstrationen bei Begräbnissen gefallener Soldaten, die als Diener eines die Homosexualität duldenden Staates zur Hölle verdammt seien. Ebenso deuten sie Naturkatastrophen und Terroranschläge als gottgewollte irdische Strafen für eine sündige Gesellschaft.
Weiterhin setzt die Glaubensgemeinschaft das Internet für ihre Verkündungstätigkeit ein und unterhält mehrere Webseiten, darunter solche, die sich jeweils speziell gegen den Katholizismus, das Judentum und den Staat Israel, den Islam und Barack Obama richten oder darlegen, warum Gott jede einzelne Nation dieser Erde hasse. Vertreter der Sekte haben mehrmals in Talkshows und Nachrichtensendungen ihre Glaubensansichten verteidigt. Auch hat die Gemeinschaft wiederholt Dokumentarfilmern Einblick in ihr Leben gewährt.

## Geschichte

### Anfänge
Der junge Baptistenprediger Fred Phelps zog 1954 nach Topeka, um eine Predigerstelle bei der dortigen Baptistengemeinde anzutreten. Er wurde damit beauftragt, im Westteil der Stadt eine neue Gemeinde aufzubauen. 1955 wurde dort die von ihm geleitete Westboro Baptist Church gegründet, die bald den Kontakt zu ihrer Muttergemeinde verlor. Phelps’ Erfolge waren bescheiden und die Gläubigenschar beschränkte sich schon früh weitgehend auf seine zunehmend vielköpfige Familie. Um sich wirtschaftlich über Wasser zu halten, betätigten sich Phelps und seine Familie zunächst als Hausierer, später nahm Phelps ein Jurastudium auf und praktizierte als selbstständiger Anwalt, bis er diese Tätigkeit aufgrund von Konflikten mit der Berufsaufsicht 1989 endgültig aufgab. Bereits 1979 war er wegen ungebührlichen Verhaltens aus der Anwaltskammer ausgeschlossen worden. Fred Phelps band seine Familie sehr stark in seine religiöse, aber auch berufliche Tätigkeit mit ein, so sind allein 11 seiner 13 Kinder Anwälte.

### Bekanntheit als Hass-Gruppe
Überörtliche Aufmerksamkeit erregte die WBC erstmals 1991, als die Gemeinde verstärkt die Protestdemonstration als Mittel der Glaubensverkündigung einsetzte, und zwar zunächst im fußläufig von der Kirche erreichbaren Gage Park in Topeka, der als Homosexuellentreffpunkt vermutet wurde. Derartige Betätigungen nahmen solche Ausmaße an, dass der Kongress von Kansas 1992 ein Gesetz zur Beschränkung von Demonstrationen bei Beerdigungen, Nachstellungen von Personen und Belästigung per Telefax verabschiedete. Ab 1997 begann die Gruppe, das Internet für die Verbreitung ihrer Ansichten zu nutzen.
National bekannt wurde die Gruppe Ende der 1990er Jahre durch verhöhnende Demonstrationen bei Beerdigungen von AIDS-Toten sowie vor allen Dingen bei jener des zu Tode geprügelten, schwulen Studenten der Universität Wyoming Matthew Shepard, was große Empörung hervorrief.
Nach 2000 erreichte die Westboro Baptist Church den Höhepunkt an nationaler Aufmerksamkeit und allgemeiner Empörung, indem sie systematisch Begräbnisse von in Afghanistan und im Irak gefallenen US-Soldaten mit Demonstrationen überzog. Dies führte zu Gegenreaktionen: Zum einen bildeten sich aus der Motorradszene die Gruppe der Patriot Guard Riders, die es sich zur Aufgabe machte, Soldatenbegräbnisse vor Demonstrationen der WBC abzuschirmen. Zum anderen verabschiedete der Kongress der Vereinigten Staaten von Amerika am 24. Mai 2006 den Respect for America's Fallen Heroes Act, der Proteste im Umkreis von 300 Fuß (ca. 100 Metern) um nationale Soldatenfriedhöfe ab einer Stunde vor und bis eine Stunde nach Beerdigungen bei Geldstrafe bis 100.000 US-Dollar oder bis zu einem Jahr Haft verbietet.
Einschneidendere Konsequenzen hatte es für die WBC, als ein Vater eines im Krieg gefallenen Soldaten nach der Stürmung der Trauerfeier für seinen Sohn durch die Westboro Baptist Church eine Klage einreichte. Fred Phelps verlor diesen Prozess und wurde zu einer Geldzahlung in Höhe von 10,9 Millionen Dollar verurteilt. Die Geldsumme setzte sich aus 8 Millionen Dollar Strafe und 2,9 Millionen Dollar Schadensersatz für den Geschädigten zusammen. Da sie die Strafe nicht bezahlen können, hat ein Gericht entschieden, dass das Kirchengebäude und ein Bürogebäude verkauft werden sollen. Die Familie hat daraufhin beide Gebäude als Wohnsitz angegeben, da diese für Strafen nicht enteignet werden können. Trotz des verlorenen Prozesses hält die Westboro Baptist Church bis heute an ihrem Standpunkt fest.
Im Februar 2011 wurden mehrere Websites der Westboro Baptist Church durch das Internetkollektiv Anonymous gehackt und außer Betrieb gesetzt.
Im Dezember 2012 erklärte die Westboro Baptist Church zudem, Gott hätte den Schützen des Amoklaufs an der Sandy-Hook-Grundschule gesandt.
Des Weiteren ließ die Gruppierung am 15. April 2013 auf Twitter verlauten, Gott habe die Bomben des Anschlags auf den Boston-Marathon 2013 gesandt, weil er wütend über die gleichgeschlechtliche Ehe sei, welche im Mai 2004 im Bundesstaat Massachusetts erlaubt wurde.
Im Mai 2013 startete die Bewegung eine Website mit dem Titel „Godhatesoklahoma.com“ in Anspielung auf den Wirbelsturm, der am 20. Mai in Moore (Oklahoma) mehrere Menschen das Leben kostete. Die Seite wurde umgehend gehackt.
Fred Phelps verstarb am 20. März 2014.

## International Burn a Koran Day
Nachdem Terry Jones seinen „International Burn a Koran Day“ abgesagt hatte, verkündete die Westboro Baptist Church, ihn fortzuführen.